# Elmar Klinger
Elmar Klinger (* 14. April 1938 in Herzogenaurach) ist ein deutscher Fundamentaltheologe.

## Leben
Nach dem Abitur in Bamberg studierte Elmar Klinger von 1958 bis 1965 an der Philosophisch-Theologischen Hochschule Bamberg und an der Universität Innsbruck. Am 29. Juni 1965 wurde er in Bamberg von Erzbischof Josef Schneider zum Priester geweiht und studierte danach zwei Jahre in München. 1967 wurde er an der Leopold-Franzens-Universität in Innsbruck bei Professor Engelbert Gutwenger mit der durch Karl Rahner angeregten Dissertation Das Alte Testament als heilsgeschichtliche Größe promoviert. Klinger folgte Rahner nach Münster. Er war dort in der Nachfolge Karl Lehmanns wissenschaftlicher Assistent am Seminar für Dogmatik und Dogmengeschichte. 1974 habilitierte er sich mit der Arbeit Theologie – Kirche – Geschichte. Theoretische Voraussetzungen und geschichtliche Implikationen der Ekklesiologie. Ihre Grundlegung bei Melchior Cano und ihr Wandel in der Aufklärung und übernahm eine Lehrstuhlvertretung an der Philosophisch-Theologischen Hochschule Sankt Georgen in Frankfurt am Main.
Nach einem Semester als Privatdozent in Münster erhielt er 1976 einen Ruf an die Katholisch-Theologische Fakultät der Julius-Maximilians-Universität Würzburg als Professor für Fundamentaltheologie und vergleichende Religionswissenschaft. Von 1997 bis 2002 leitete er das Forschungsprojekt Partnerschaftsarbeit der Kirche in Deutschland und in Peru. 30 Jahre Pastoral in Cajamarca. Von 1998 bis 2002 war er Sprecher des Graduiertenkollegs Wahrnehmung der Geschlechterdifferenz in religiösen Symbolsystemen, das von der Deutschen Forschungsgemeinschaft gefördert wurde. Von 1993 bis 1995 war Klinger Dekan der Theologischen Fakultät und vertrat von 1998 bis 2003 die Fakultät im Priesterrat des Bistums Würzburg. Von 2004 bis 2006 war er Mitglied des Senats der Universität Würzburg. Seine Emeritierung erfolgte im Februar 2006. Der Lehrstuhl Fundamentaltheologie der Universität Würzburg würdigte seine langjährige Lehrtätigkeit mit einem Festakt am 17. Juli 2006. Im Jahr 2013 erhielt Elmar Klinger von der Universität Würzburg die Medaille Bene Merenti in Gold. Er ist Mitglied der Europäischen Akademie der Wissenschaften und Künste in Salzburg.
Seine Theologie hatte prägenden Einfluss unter anderem auf den Pastoraltheologen Rainer Bucher und den Dogmatiker Hans-Joachim Sander. Übersetzungen seiner Werke ins Spanische, Portugiesische und Italienische belegen deren Wirkung vor allem auch im Horizont der Theologie der Befreiung.
Nach seiner Emeritierung übernahm er die Leitung des 2014 abgeschlossenen DFG-Projekts Melchior Cano „De locis theologicis“. Textkritische Edition des lateinischen Textes und deutsche Übersetzung. Eine Veröffentlichung der Übersetzung steht noch aus. Seit 1993 gibt Elmar Klinger die Reihe Würzburger Studien zur Fundamentaltheologie heraus. Außerdem ist er gemeinsam mit Francis Xavier D’Sa Herausgeber der Reihe Missionswissenschaft und Dialog der Religionen.

## Schriften
- Bibliographie Karl Rahner 1924–1969 (mit Roman Bleistein) (1969)
- Offenbarung im Horizont der Heilsgeschichte. Historisch-systematische Untersuchung der heilsgeschichtlichen Stellung des alten Bundes in der Offenbarungsphilosophie der katholischen Tübinger Schule (1969)
- als Herausgeber: Christentum innerhalb und ausserhalb der Kirche (1975)
- Ekklesiologie der Neuzeit. Grundlegung bei Melchior Cano und Entwicklung bis zum Zweiten Vatikanischen Konzil (1978)
- als Herausgeber: Glaube im Prozess: Christsein nach dem II. Vaticanum. Für Karl Rahner (1983)
- Armut. Eine Herausforderung Gottes.Der Glaube des Konzils und die Befreiung des Menschen (1990)
- Das absolute Geheimnis im Alltag entdecken. Zur spirituellen Theologie Karl Rahners (1994)
- Begegnungen im Advent. Die Geburt eines neuen Menschen (1997)
- Christologie im Feminismus. Eine Herausforderung der Tradition (2001)
- Jesus und das Gespräch der Religionen. Das Projekt des Pluralismus (2006)
- Mich hat an der Theologie immer das Extreme interessiert. Elmar Klinger befragt von Rainer Bucher (2009)
- Ein Kapital, das arbeitet – die Botschaft Jesu vom Reich Gottes (2024)
- als Herausgeber: Das Barock und die Theologie. Der Beitrag Melchior Canos zur Standortbestimmung der Kirche im 21. Jahrhundert (2024)